# Республиканская партия Украины
Республика́нская па́ртия Украи́ны (укр. Республіканська партія України; РПУ) — украинская политическая партия. Была зарегистрирована Министерством юстиции Украины 11 марта 2005 года.
Лидер партии с момента основания по август 2007 года — Юрий Бойко.
23 апреля 2005 года на I (учредительном) съезде партии Бойко был единогласно (все 500 делегатов "за") избран головой партийного Совета. На съезде он предложил провести референдумы по вступлению Украины в НАТО, Европейский Союз и Единое экономическое пространство (ЕЭП), а также по статусу русского языка. В состав президиума РПУ вошли Константин Грищенко (заместитель главы партии), депутаты Верховной Рады Юлий Иоффе и Василий Гладких.
На парламентских выборах на Украине 2006 года партия принимала участие в составе «Оппозиционного блока „Не так!“», который по результатам голосования получил 257 106 (1,01 %) голосов и не преодолел существовавший 3-х % избирательный барьер. На выборах в парламент в первой десятке избирательного списка блока партию представлял шедший пятым номером Юрий Бойко.
Осенью 2006 года лидер партии Ю. Бойко заявил: «Я думаю, что мы (Республиканская партия) в каком-то виде будем объединяться с Партией регионов».
В 2007 году начала процесс объединения с Партией регионов Украины.

## Известные члены
- Команов, Владимир Геннадиевич
- Грищенко, Константин Иванович